# Neopisinus fiapo
Espèce
Neopisinus fiapo est une espèce d'araignées aranéomorphes de la famille des Theridiidae.

## Distribution
Cette espèce est endémique du Brésil. Elle se rencontre dans les États du Minas Gerais, de Rio de Janeiro, de São Paulo, du Paraná et du Rio Grande do Sul.

## Description
Le mâle holotype mesure 4,50 mm et la femelle paratype 5,90 mm

## Publication originale
- Marques, Buckup & Rodrigues, 2011 : Novo gênero neotropical de Spintharinae (Araneae, Theridiidae). Iheringia (Zoologia), vol. 101, p. 372-381 (texte intégral).